# Университет в Суонси
Университет Суонси (англ. Swansea University; валл. Prifysgol Abertawe) — университет, расположенный в Суонси, Уэльс, Великобритания.
Основан как "Университетский колледж Суонси" в 1920 году, четвёртый колледж Уэльского университета. В 1996 году название изменено на "Университет Уэльса Суонси" после структурных изменений в университете Уэльса. Новое название "Университет Суонси" официально принято 1 сентября 2007 года, когда Университет Уэльса был учреждён как независимый университет.
Это третий по количеству студентов университет в Уэльсе. Кампус университета расположен рядом с побережьем к северу от залива Суонси и на восток от полуострова Гауэр, на территории Синглтон-Парка, в непосредственной близости от центра Суонси
В 2005 году в рамках подготовки к возможным изменениям в структуре Университета Уэльса, университет получил право самостоятельно присваивать научные степени.
Суонси и Университет Кардиффа соревнуются в ежегодном университетском матче, известной как валлийская версия Оксбриджа, которая включает в себя Welsh Varsity регби и Welsh Boat Race.

## Структура университета
В 1920 году в рамках так называемой Королевской хартии (английский королевский устав), университет приобрел права на высшее образование. Как и многие другие университеты в Великобритании, университет Суонси работает на основе собственной конституции, которая определена в его уставе. Основным руководящим органом университета является Совет при поддержке сената и суда.
- В состав Совета входят 29 членов, включая Канцлера, про-канцлеров, вице-канцлеров, казначея, про-вице-канцлеров, сотрудников и студентов, членов городского совета и гражданских лиц. Совет отвечает за всю деятельность университета и имеет хорошо развитую структуру комитетов.
- Сенат состоит из 200 членов, большинство из которых является учёными, но он также включает в себя представителей Студенческого союза и Спортивного союза. Сенат под председательством вице-канцлера, который является главой университета академически и административно. Сенат — самый главный корпус университета и несет он ответственность за обучение и исследования.
- Суд состоит из более чем 300 представителей местных и национальных учреждений, которые участвуют в жизни университета. Суд проводится каждый год для обсуждения ежегодного доклада университета и финансовой отчетности, и для обсуждения текущих вопросов и вопросов, связанных с высшим образованием.

### Академическая структура

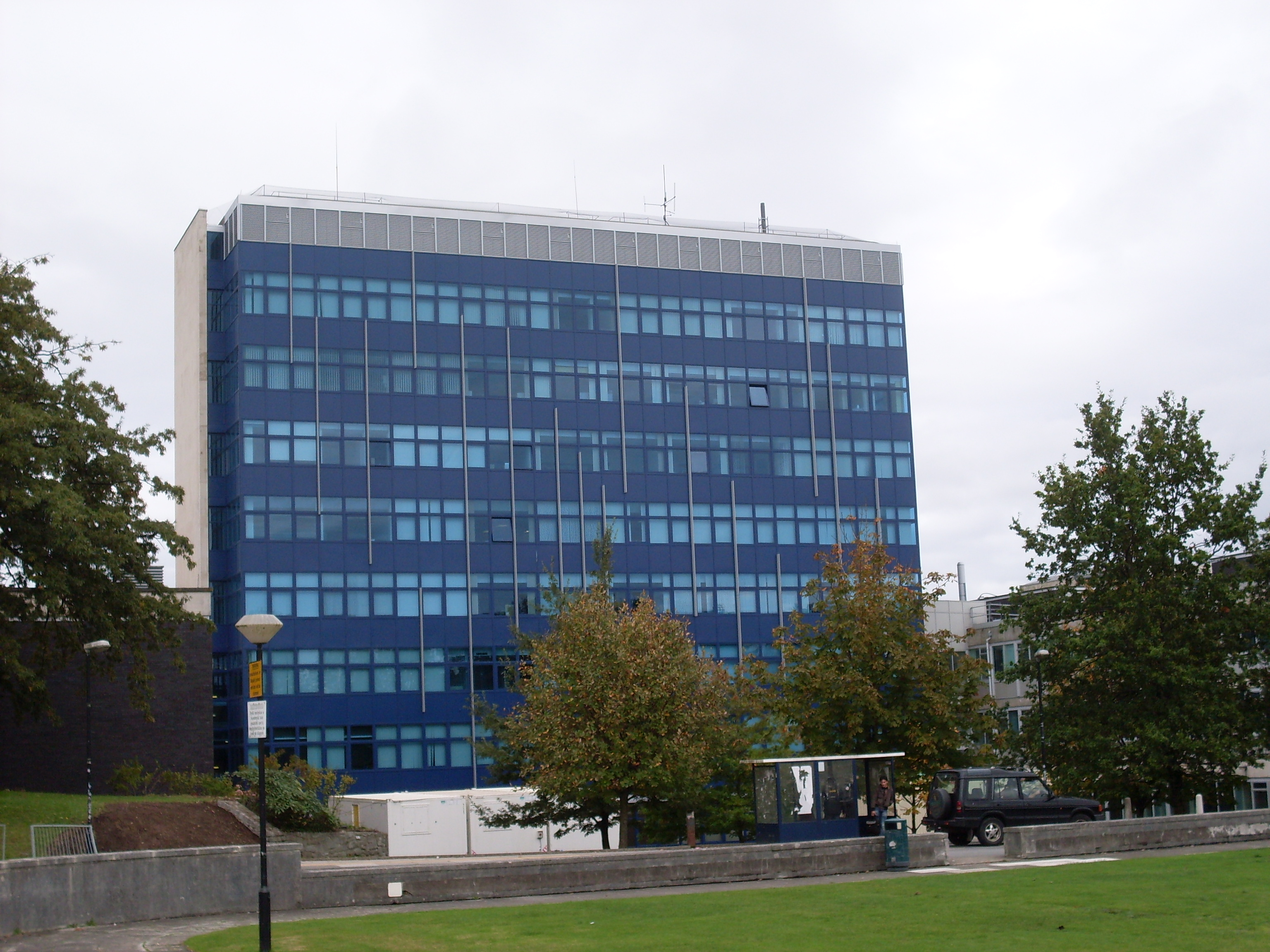
Faraday Tower — дома для школы инженерных и физических наук.

Факультеты университета Суонси организованы в 8 школ:
- Гуманитарные науки и иностранные языки: американистика, античная история и египтология, прикладная лингвистика, антиковедение, валлийский, английский, французский, немецкий, история, итальянский, медиа, политика и международные отношения, испанский, перевод, война и общество;
- Бизнес и экономика: отделения бизнеса и экономики;
- Окружающая среда и общество: биологические науки, география, социология и антропология;
- Человеческая психология и социология, здравоохранение: биомедицинские науки, детское здоровье, критическая и неотложная медицинская помощь, здоровье экономики и политических исследований, акушерство и гендерные исследования, экспериментальные исследования философии гуманитарных наук и права в сфере здравоохранения, здоровье общественное и пожилых людей, психология, прикладные социальные исследования, науки о детстве, спортивная наука;
- Инженерия: аэрокосмическая промышленность, химическая и биологическая гражданская, электрическая и электронная, информация, коммуникации и компьютерные технологии, материалы, механическая, медицинская, нанотехнологии;
- Медицина: 4-летняя программа, для выпускников университетов, Центр медицинской информации, исследования и оценки, Институт наук о жизни, биомедицинские исследования, биохимия и генетика;
- Право: международная морская торговля и коммерческое право, бизнес и право, юридическая практика, диплом в области права, IISTL, CEELP, бакалавриат права;
- Точные науки: информатика, математика и физика.

## Исследования
Суонси — это университет, который производит интенсивные исследования в 52-х исследовательских центрах. Рейтинги для Суонси показали удвоение ведущих научных исследований и наибольший рост международных отличных исследований во всей Великобритании, в результате чего Университет в Суонси поднялся на 13 мест в рейтинге с 2001 по 2008 год.
| Научные направления, в которых университет Суонси является первым в Уэльсе |
| -------------------------------------------------------------------------- |
| Биомедицина                                                                |
| Американистика и исследование англоязычных стран                           |
| Гражданское строительство                                                  |
| Антиковедение, античная история, византийские и греческие исследования     |
| Информатика                                                                |
| Экономика и эконометрика                                                   |
| Французский                                                                |
| Медицинские исследования                                                   |
| Немецкий, нидерландский и скандинавские языки                              |
| Общее машиностроение, минеральное и горное дело                            |
| История                                                                    |
| Итальянский                                                                |
| Языки Иберийского полуострова и Латинской Америки                          |
| Металлургия и материаловедение                                             |
| Физика                                                                     |
| Математика                                                                 |
| Социальная работа, социальная политика и администрирование                 |

Университет имеет связи с ЦЕРН. В ЦЕРНе сотрудники университета входили в первую команду по созданию антиводорода. Руководителем проекта Большого Адронного Коллайдера является выпускник университета доктор Лин Эванс.

## Кампус университета
Большинство зданий университета расположено на кампусе Синглтон, на территории Синглтон-парка, рядом с Суонси Бэй. Кампус также включает в себя Спорт Виллидж и студенческую деревню Hendrefoelan.

### Библиотека
Библиотека и информационный центр (англ. Library & Information Services — LIS) расположены в кампусе. В комплексе находится более 800 тысяч книг и журналов, а также многие электронные ресурсы, в том числе более 23 тысяч электронных журналов. В библиотеке находится более 1000 мест для самостоятельного изучения, почти половина оснащена компьютерами с доступом в Интернет.
Библиотека также имеет большую часть архивных коллекций Южный Уэльс Колфилд, работы нескольких валлийских писателей на английском языке и сбор документов, журналов, фотографий и книг, принадлежащих известному голливудскому актеру Ричарду Бёртону, которые недавно подарила его жена, Салли. Коллекция стала источником информации о жизни и работе актера.
Последние изменения включают увеличение часов работы библиотеки, установку кофе Costa Coffee и передачу книг из библиотеки больницы Морристон. 

### Спортивный центр
Спортивный центр университета находится на улице Скетти, недалеко от главного кампуса. Здесь проводится деятельность в области спорта. Центр также доступен для общего пользования студентов. Среди спортивных объектов здесь доступны бассейн (en:Wales National Pool), крытый трек 6-Лейн, тренажерный зал, спортивный зал, теннисные корты, корты для сквоша, стена для скалолазания. На внешней стороне находятся освещённые площадки для регби, футбола, хоккея и крикета.

### Радио Xtreme
Радиостанция Xtremе находится в ведении студентов и была основана в ноябре 1968 года, что делает её третьей по старшинству среди студенческих радио в Великобритании и самой старой в Уэльсе. Станция предоставляет широкий спектр музыки, а также предлагает ряд специализированных программ, включая спортивные и ток-шоу.

### Музей египетских древностей (Египетский центр)
Музей древнего египетского искусства, открытый для всех посетителей, расположен в главном кампусе в здании Талисин. Музейная коллекция насчитывает более 4000 экспонатов. Большинство из них были собраны фармацевтом сэром Henry Wellcome. Другие приходят из Британского музея (англ. the British Museum), Королевского Музея в Эдинбурге (англ. the Royal Edinburgh Museum), Национальных Музеев и Галереи Уэльса в Кардиффе (англ. National Museums and Galleries of Wales Cardiff), Королевского Музея и Галереи (англ. the Royal Albert Museum and Art Gallery), а также из коллекции частных доноров. Музей регулярно посещают группы студентов из разных школ и принимают участие в демонстрациях, стимулированиях и интерактивных программах.

### Размещение студентов
В Университете Суонси около 3400 мест в университетских общежитиях, которые могут обеспечить размещение до 98 % новых студентов начала учёбы в колледже. Размещение доступно также для всех международных аспирантов. Университет управляет общежитиями, расположенными на территории кампуса и в специально созданной студенческой деревне Hendrefoelan. Несколько новых общежитий построили в 2004 и 2008 годах.
Кроме того, университет управляет недвижимостью в районах Uplands и Brynmill.

#### Студенческая деревня Hendrefoelan
Студенческая деревня Hendrefoelan является крупнейшим общежитием на территории университета, где в номерах с кухней живёт 1644 студента. Hendrefoelan находится в 2,5 милях от кампуса недалеко от главной дороги в Суонси Гауэр, расположенный среди зрелых лесов с открытыми травянистыми областями. Автобусы ездят от кампуса университета через центр города, стадион Суонси и различные лечебницы в городе. Студенческий городок находится вблизи торгового центра Killay.

#### Общежития в кампусе
В кампусе 9 общежитий, которые могут обеспечить проживание для 1226 студентов. В некоторых общежитиях доступен полупансион и студенты могут выбрать из стандартных номеров и ванных комнат. Три из общежитий (Caswell, Langland и Oxwich) были завершены в 2004 году, общежития Kilvey, Preseli, Rhossili и Cefn Bryn, Lewis Jones, Mary Williams Annexe и Mary Williams были отремонтированы в последние годы. Penmaen и Horton являются двумя новыми зданиями, предоставляющие 351 номеров. Многие номера имеют вид на залив и парк Синглтон.

#### Tŷ Beck (Дом Бек)
Шесть больших викторианских домов города, расположенного в районе Uplands Суонси, приблизительно находятся в миле от кампуса Синглтон. Помещения предоставляются преимущественно аспирантам и студентам с семьями, а также иностранным студентам по обмену.

## Развитие

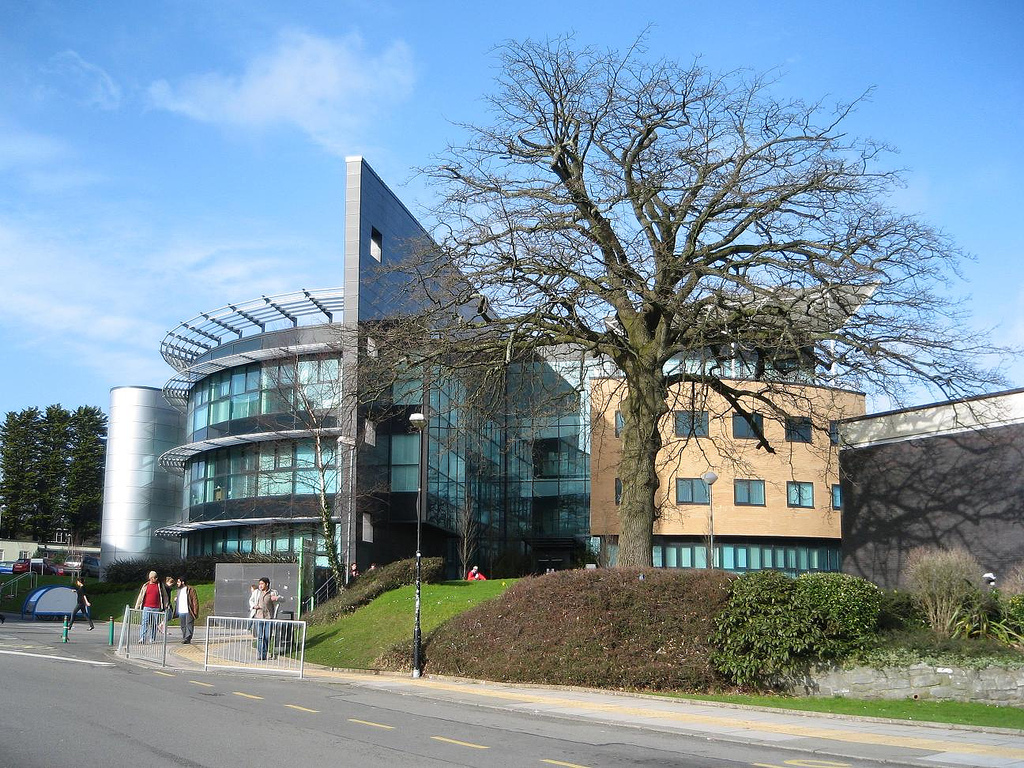
Дома Digital Technium — пещеры виртуальной реальности.

В последние годы университет был реорганизован. Было расширено исследование в таких областях, как история, английский, география и информатика, но были закрыты отделения социологии, антропологии и философии. Отделение химии также перестало принимать студентов, хотя оно по-прежнему проводит исследования и послевузовское обучение. Кроме того, предлагается сократить более 50 % факультета иностранных языков. Последние нововведения включают исследования в аэрокосмической отрасли, а также партнёрство с Университетом Кардиффа по обеспечению ускоренного поступления выпускников с медицинскими степенями (МБ МПБ) в Суонси. Программа была запущена в 2004 году. В 2007 году университет Суонси получил четырехлетний курс по своей собственной программе.
В июле 2007 года было потрачено £52 млн институтом естественных наук (ILS) на открытие научно-исследовательского подразделения школы университета медицины.
ILS базируется в шестиэтажном здании лаборатории, апартаментах бизнес-инкубаторов и IBM Blue C суперкомпьютера. Суперкомпьютер используется для проектов, в том числе численно-интенсивный анализ вирусных геномов, эпидемиологического моделирования, больших клинических баз данных и анализа генетики восприимчивости к болезням. В июле 2009 года, было объявлено расширение ILS за счёт поступления 30 миллионов фунтов инвестиций из Swansea University, от валлийского правительства, Европейского союза и Abertawe Bro Morgannwg University Health Board.
ILS-2 планируется завершить летом 2011 года.
В ноябре 2007 года, университет объявил о сотрудничестве с Navitas для основания Международного колледжа — International College Wales Swansea, чтобы заложить основу, 1-й степени год и Pre-Masters программ на территории кампуса. Первый набор был в сентябре 2008 года.

### Центр инноваций Boots

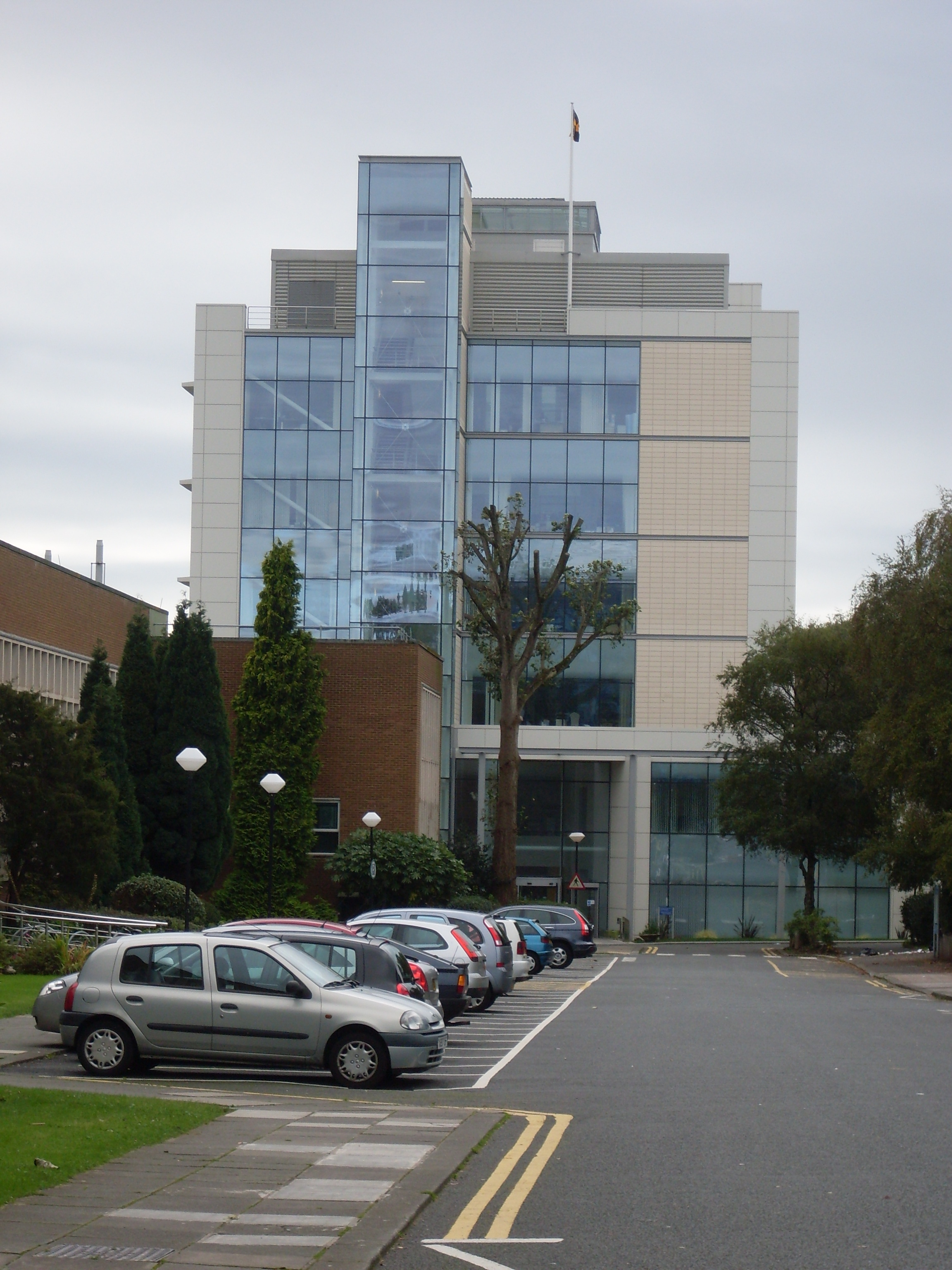
The ILS Building contains the Boots Centre for Innovation and the IBM Blue-C Supercomputer.

Центр инновационной деятельности Boots был создан в апреле 2007 года как некоммерческое партнерство между Boots the Chemist, Longbow Capital, Университетом в Суонси и Welsh Assembly Government. Центр был создан для работы в тесном сотрудничестве с стартапами или одиноким изобретателями по разработке новых инновационных продуктов и технологий, связанных с областью здоровья и красоты, и в конечном итоге выпуска новых продуктов для магазинов Boots.

### Расширение кампуса
В письменном отчёте, представленном комитету по науке и образованию Национальной ассамблеи Уэльса в январе 2008 года, университет заявил, что находятся «в стадии обсуждения» нового «Инновационного Кампуса» на другом участке. Новый кампус может стать домом для студентов инженерии, вычислительной техники, телекоммуникации, бизнеса и права, и спектра «научных объектов исследований» для больших и малых компаний.
Одним из предложений является разработка площади в 100 акров (0,4 км²) вблизи Fabian Way в Crymlyn Burrows.

## Рейтинг университета
- Входит в топ-26 вузов Великобритании (Guardian University Guide 2023).
- Входит в топ-15 вузов Великобритании по удовлетворенности учебными программами (Guardian University Guide 2023).
- Суонси был признан 6-м самым безопасным городом для обучения в Великобритании по версии Complete University Guide 2023.

## Знаменитые выпускники
Наука, инженерия, технология
- Сэр Терри Мэттьюс[англ.], кавалер Ордена Британской империи, предприниматель в области высоких технологий
- Д-р Лин Эванс, CBE, Руководитель проекта, Large Hadron Collider, CERN
- Алан Кокс (совместно с Университетом Уэльса, Aberystwyth), Linux пионер
- Робин Милнер, ученый
- Профессор Ольгерд Зенкевич, пионер вычислительных метод для инженерии
- Колин Пиллинджер CBE, планетолог
- Энди Хоппер CBE, сооснователь Acorn Computers Ltd
- Сэр Джон Томас Meurig, химик
- Сэм Ситон, МПЭ морской офицер
- Пол Долан — ученый психолог, писатель

Бизнес
- Мартин Колс, президент Starbucks
- Ричард Саттон, предприниматель.
- Джош Пайк

Академические ученые
- Джеффри Томас, президент Келлогг колледж, Оксфорд
- Энди Хоппер CBE FRS, начальник вычислительного в Кембриджском университете
- Профессор Жан Томас, первая женщина-мастер, колледже Св. Катарины в Кембридже
- Профессор Колин Х. Уильямс социолингвист
- D.Z. Филлипс, философ
- Сара Лайонс, первая женщина, выпускник (1941)
- Джон Латимер, историк